# Leptotarsus (Habromastix) similior
Leptotarsus (Habromastix) similior is een tweevleugelige uit de familie langpootmuggen (Tipulidae). De soort komt voor in het Australaziatisch gebied.